# Основні шосе Латвії

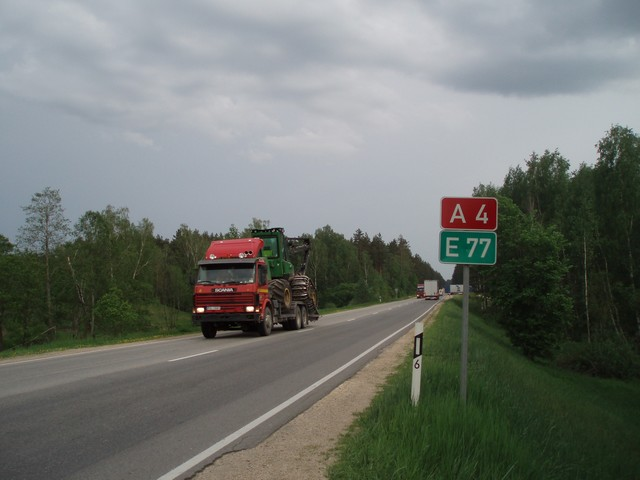
Автомагістраль А4

Основні шосе Латвії або автомобільні дороги вищої категорії — національні автомобільні дороги Латвії, які належать до вищої категорії доріг і мають національне та міжнародне значення. Головні автомобільні дороги Латвії позначені білою літерою А та порядковим номером відповідної дороги на червоній прямокутній площині.
За даними на 1 січня 2016 року, загальна протяжність основних магістралей Латвії становила 1672 км, усі з асфальтобетонним покриттям.

## Список магістральних доріг
- A1 — Рига (Балтезерс) — кордон з Естонією (Айнажі) 101,7 км;
- А2 — Рига — Сігулда — кордон з Естонією (Вецлайцене) 195,6 км (відкрита в 1849 р. як шосе Рига — Псков);
- A3 — Інчукалнс — Валміера — кордон з Естонією (Валка) 123,7 км;
- А4 — Ризька об'їзна дорога (Балтезерс — Саулкалне) 20,5 км;
- A5 — Ризька об'їзна дорога (Саласпілс — Бабіте) 40,9 км;
- A6 — Рига — Даугавпілс — Краслава — кордон з Білорусью (Патерниекі) 306,5 км;
- A7 — Рига — Бауска — кордон Литви (Гренцтале) 85,6 км;
- A8 — Рига — Єлгава — литовський кордон (Мейтене) 76,1 км (збудований у 1830-1857 рр.);
- A9 — Рига — Скулте — Лієпая 199,3 км;
- A10 — Рига — Вентспілс 190,1 км;
- A11 — Лієпая — кордон з Литвою (Руцава) 58,9 км;
- A12 — Єкабпілс — Резекне — Лудза — кордон з Росією (Терехова) 164,5 км;
- A13 — кордон з Росією (Гребньова) — Резекне — Даугавпілс — кордон з Литвою (Медумі) 163,4 км (відкрита у 1836 році як частина магістралі Петербург — Варшава);
- A14 — об’їзна Даугавпілса (Мости — Калкуни) 15,6 км;
- A15 — Об'їзд Резекне 7,1 км.

## Стратегія розвитку 2020-2040
Метою стратегії є створення єдиної, безпечної та ефективної національної мережі доріг, яка забезпечить доступ до Ризької об’їзної дороги з будь-якого адміністративного центру Латвії не більше ніж за дві години.
- Пріоритетним напрямком розвитку першого етапу (з 2020 по 2030 рік) реконструкції основних магістралей країни є реконструкція Ризької кільцевої дороги, другим напрямком розвитку є реконструкція існуючих двопроїзних доріг на ділянках А2, А8 і A10, а третій напрямок розвитку – реконструкція кордону A7 Рига – Бауска – Литва, включаючи будівництво об’їзних доріг у Баусці та Ієцаві.

- На другому етапі (з 2030 по 2035 рр.) реконструкція ділянки А1 Рига (Балтезерс) – кордон з Естонією (Айнажі) (101,7 км), реконструкція ділянки А10 Юрмала – Тукумс (48,4 км), ділянки А2 Лорупес грава - Реконструкція повороту Цесі (31,6 км), нове будівництво ділянки E22 Кокнесе — Плявінас — Єкабпілс.

- На третьому етапі (з 2035 по 2040 рр.) реконструкція ділянки E22 A4 – Єкабпілс (116,8 км), реконструкція ділянки A12 Єкабпілс – Резекне (89,0 км), реконструкція ділянки A6 Єкабпілс – Даугавпілс (76,7 км). ), планується реконструкція ділянки A10 Тукумс – Вентспілс (114,6 км), реконструкція ділянки A9 Рига (Скулте) – Лієпая (191,7 км), реконструкція ділянки A2 поворот Цесу – Смілтене (48,7 км)[1].